# Qanisartuut
Qanisartuut [qaniˌsɑˈtːuːt] (nach alter Rechtschreibung K'anisartût) ist eine grönländische Schäfersiedlung im Distrikt Qaqortoq in der Kommune Kujalleq.

## Lage
Qanisartuut befindet sich im Seengebiet Tasikuluulik (Vatnahverfi) und liegt direkt an der Nordküste des Sees Tasersuaq. Die nächstgelegenen Schäfersiedlungen sind Tatsip Ataa 2,6 km westlich und Tasilikulooq 3,6 km östlich. Der nächste größere Ort ist Igaliku 18 km nördlich.

## Geschichte
Die seit den 1940er Jahren existierende Siedlung ist eine der frühesten Schäfersiedlungen von Tasikuluulik. Sie liegt im UNESCO-Weltkulturerbe Kujataa und weist Ruinen der Grænlendingar auf. Qanisartuut ist zudem die einzige grönländische Schäfersiedlung ohne Dorfstatus mit einem geschützten Gebäude. 1951 lebten sieben Personen in Qanisartuut, 1960 waren es neun und 1965 drei, darunter ein Schafzüchter, der 1966 rund 900 Schafe besaß. 1968 lebten wieder fünf Personen im Ort.

## Bevölkerungsentwicklung
Die Einwohnerzahl von Qanisartuut schwankte in den letzten Jahrzehnten zwischen drei und acht Einwohnern. Einwohnerzahlen der Schäfersiedlungen sind letztmals für 2013 bekannt. Qanisartuut wird statistisch unter „Farmen bei Eqalugaarsuit“ geführt.